# Franz-Josef Veltin
Franz-Josef Veltin (né le 2 février 1924 à Bernkastel-Kues et mort le 2 septembre 2010 à Wittlich) est un vigneron et homme politique allemand (CDU).

## Biographie
Le fils d'un vigneron étudie à l'école primaire et passe ensuite l'Abitur. Il fait le service du travail du Reich à partir de 1942, participe à la Seconde Guerre mondiale en tant que soldat et est fait prisonnier par les États-Unis. À son retour, il étudie à  l'institut d'interprétation de l'Université de Heidelberg, où il passe l'examen de correspondant. Il travaille ensuite comme vigneron dans la cave de ses parents.
Veltin rejoint la CDU et est directeur général de l'association de district CDU Bernkastel jusqu'en 1956. En 1960, il est élu président local et vice-président du parti pour l'arrondissement. Il est actif dans la politique locale et est membre du conseil municipal de Bernkastel-Kues depuis 1952. En novembre 1956, il est élu conseiller municipal et en septembre 1957 maire honoraire de la ville. De 1967 à 1979, il occupe le bureau du maire à plein temps.
Lors des élections régionales de 1963, Veltin est élu au Landtag de Rhénanie-Palatinat via la liste d'État de la CDU, dont il sera membre jusqu'en 1967. Au parlement, il est membre de la commission de la viticulture et de l'industrie du vin.